# Kereszténység Magyarországon
A kereszténység egyike a főbb világvallásoknak. A legelterjedtebb vallás Magyarországon.
A geopolitikai okok miatt az államalapító I. István király uralkodása alatt felvette a kereszténységet, és az országba hittérítőket hívatott, azóta a magyarok nagy többsége keresztény. A történelmi Magyarország területén a kereszténységen kívül a zsidó és az iszlám vallás játszott jelentősebb szerepet. Ma – kis létszámban – minden jelentősebb vallásnak élnek hívei az országban.

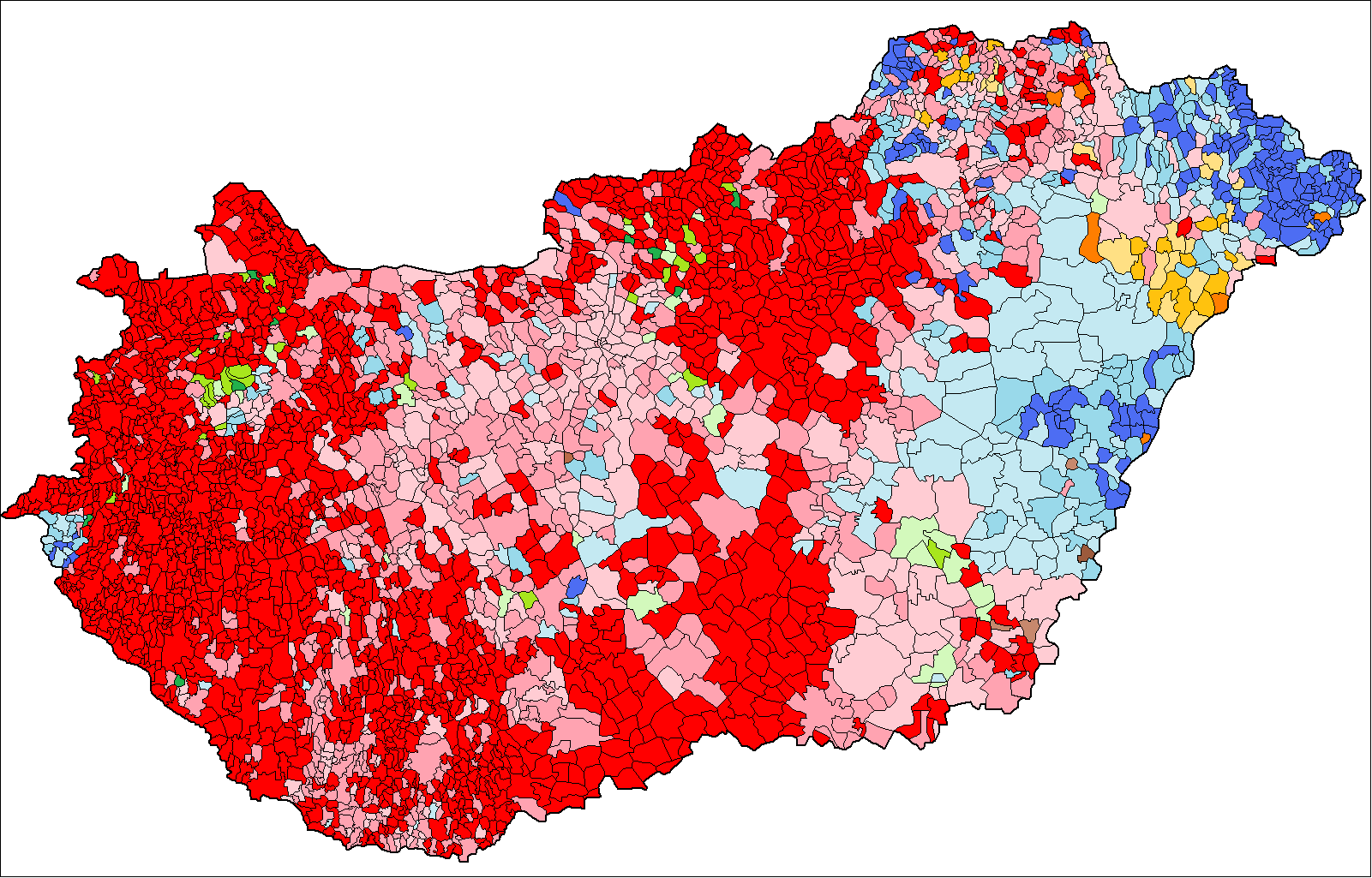
Magyarország vallási térképe a népesség arányában, 2001

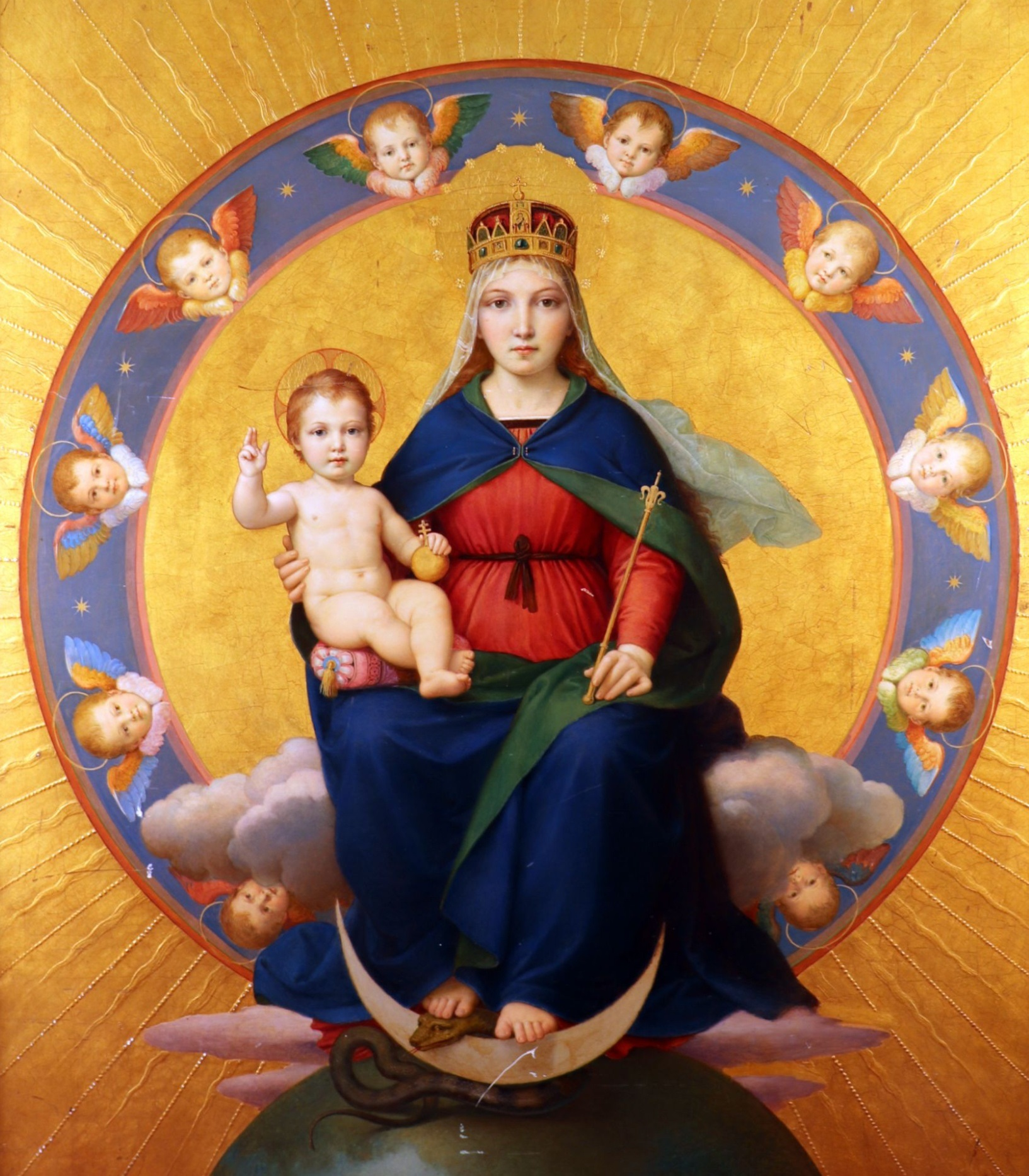
A Napbaöltözött asszony vagy az Apokalipszis asszonya, a Jelenések könyvének fő metaforája Szoldatits Ferenc festményén. A magyarok ezer éve csatlakoztak az akkor Európában rohamosan terjedő kereszténységhez.

| Római katolikus | <50% | 50-66,6% | 66,6%< |
|                 |      |          |        |
| Református      | <50% | 50-66,6% | 66,6%< |
|                 |      |          |        |
| Evangélikus     | <50% | 50-66,6% | 66,6%< |
|                 |      |          |        |
| Görögkatolikus  | <50% | 50-66,6% | 66,6%< |
|                 |      |          |        |
| Egyéb           | <50% | 50-66,6% | 66,6%< |

## Történelem

### Kezdetek
A magyarok kezdetben egyfajta samanisztikus jellegű vallás követői voltak. 
A magyarság a Kazár Birodalom peremén élt a 9. század elején. A kazárok már a 8. század folyamán az iszlám hitre tértek, ám a vezető rétegük a zsidó vallást vette fel. Az egyistenhittel egybefonódott, a tízparancsolatban kikristályosodott erkölcsi tanítás közösségi méreténél fogva kisugárzott a kazárokkal érintkező sztyeppei népekre, így a magyarokra is. Az iszlám istenképe és a kazárok kétféle monoteista vallása befolyásolta a magyarokat, az ábrahámi vallások istenképe irányába.
A fejedelmek idején, Taksony és Géza korában erős geopolitikai nyomás nehezedett a magyarságra, hogy hagyjanak fel az ősvallásukkal és a kényszer hatására Géza felvette a kereszténységet, pontosabban, keresztény szertartásokat vegyített az ősvallás közé; továbbra is azt vallotta, hogy elég nagy úr ahhoz, hogy „két istent” szolgáljon. Querfurti Brúnó megkeresztelte Gézát, s fiát a kisgyermek Vajkot, valamint ötszáz magyar főurat. Apa és fia a keresztségben az első vértanú, István nevét kapták, aki Passau védőszentje volt. Bár Géza és környezetének kereszténysége felszínes volt, a fejedelem támogatásával kezdték meg nyugati szerzetesek a Szt. Márton tiszteletére emelt pannonhalmi monostor építését.
A 10-12. században az országban a Türkiai Metropolitanátus keleti ortodox egyházmegye (eparchia) létezett, miután Zombor gyula 952 körül Konstantinápolyban megkeresztelkedett.

### I. István király
I. István apja halála után megszilárdította a trónját Koppány legyőzésével (997), amit Szent Márton égi közbenjárásának tulajdonított. (Szt. Mártonnak ebben a korban a nyugati kereszténységben hatalmas kultusza volt.) 
A király kötelező vallássá tette és erőszakkal terjesztette a kereszténységet. Bajor származású felesége révén főleg bajor papokat hozatott az országba, de a lakosság zöme csak a kényszernek engedve hajtotta a fejét a keresztvíz alá. István a római egyházat juttatta diadalra, bár még hosszú ideig a keleti kereszténység is terjeszkedett. Egyházszervezői tevékenységére tekintettel lett az ország "Szent" Istvánja. A keresztény hit terjesztésével párhuzamosan honosította meg a Boldogasszony-kultuszt, amikor a hagyomány szerint Máriának ajánlotta fel örökségül az országot. Még uralkodása alatt ünneppé avatta a Nagyboldogasszonyt (Assumptio Beatae Mariae Virginis) a katolikus egyház legnagyobb Mária-ünnepe napját. (A katolikus magyarság néphimnusza a „Boldogasszony Anyánk” kezdetű, valószínűleg 18. századi eredetű ének lett.)

### Szerzetesek
Szt. Adalbert és társai voltak az első szerzetesek, akik nem csak ideiglenesen, hanem véglegesen megtelepedtek hazánkban. Ők is, mint akkor a nyugati egyházban majd minden szerzetesi közösség, Benedek szabályzatát követték (bencések). A királyok mellett a főurak is alapítottak számukra monostorokat.
A 12. század elejére Magyarország vallásilag felzárkózott a keresztény Nyugathoz, ennek egyik példája az új szerzetesrendek hazánkba érkezése (premontreiek, ciszterciek stb.).

### Papság
A 14. század során az Anjou-királyok alatt megteremtődött békében jól kiépült plébániai hálózat fogta egybe a legkisebb településeket is. Ekkortájt például a veszprémi egyházmegye 487 plébániával rendelkezett, a csanádi területen 218, a váradi püspökségben 228 plébánia volt.
A gazdagabb városokban a papság megoszlott gazdagokra és szegényekre. Egyre több plébános helyettest alkalmazott, s arra bízta a lelkipásztori munkát gyenge bér ellenében, míg ő maga gyakran távol volt a plébániától. Ez a papság erkölcsi színvonalára is károsan hatott.
Egy-egy püspöki székvárosban a népes kanonoki testületet karpapok serege egészítette ki. Esztergomban ezenfelül királyi káplánok is voltak, s e városban az Anjou-korban legalább hetven egyházi személy ténykedett a világi papság körében. Ehhez jött még a szerzetesek serege.
A főpapság és a gazdagabb papság inkább világi, mint egyházi életet élt a középkor vége felé, de az alsópapságra és a szerzetesekre is jellemző volt, hogy nem minden esetben tartották be vallásuk előírásait; a barátnők és éjszakai hálótársak tartása sem volt ritka jelenség.

### Eretnekmozgalmak
Megjelentek hazánkban az államegyház által eretnekségnek megbélyegzett mozgalmak is (valdensek, bogumilok, fraticellik, husziták stb.)
A bogumil mozgalomnak a 12. században Bosznia lett a központja, de egészen a magyar Dunántúl déli részéig terjedt a nép körében. Baranya egy része, Barcs központtal többnyire bogumil vidék lett.
A valdens mozgalom a 12. század végén jelent meg Nyugaton, majd a 14-15. századi Magyarországon is jelentősen el volt terjedve. Az inkvizíció  üldözte őket.
A huszitizmus a 15. században Magyarországon elsősorban a Délvidéken és Erdélyben terjedt el. A mozgalom leverésére a szentté avatott Marchiai Jakabot nevezték ki mint fő inkvizítort.

### Újkor
A 16. században a Luther által megindított reformációnak komoly visszhangja támadt Magyarországon is. Az "új hit" hirdetői között az 1530-as évektől kezdődően szép számban akadtak papok és szerzetesek. Az ország lakóinak zöme protestánssá, főként kálvinistává (reformátussá) vált a században.
A Habsburgok aztán minden eszközzel támogatták az ellenreformációt és anyagi kiváltságban részesítették a katolikus egyházat. A jezsuiták és más szerzetesrendek tagjai járták az országot és arra törekedtek hogy a földesurakat újra katolikusokká tegyék és ezzel szabad kezet kapjanak a jobbágyfalvakban is. Pázmány Péter életének a végére a magyar földbirtokos arisztokrácia túlnyomó része ismét katolikussá lett, és velük együtt jobbágyaik hatalmas tömege. A közoktatás jórészt a jezsuiták kezébe került, de felvirágoztak a piaristák iskolái is.
Az 1681-es soproni országgyűlésen korlátozott mértékben engedélyezték a protestáns vallásgyakorlást (megyénként két artikuláris helyen, de azokon kívül sehol). Az ellenreformáció erőszakossága Mária Terézia uralkodása (1740-1780) idején érte el a a csúcspontját: ekkor már csak “titkos protestantizmus” létezett. A 18. század végén II. József király türelmi rendelete aztán a katolikus valláson kívül szabad vallásgyakorlást biztosított más bizonyos felekezeteknek is.

### 19. század
Az 1848-as törvényhozás megszüntette a katolikus vallás addigi államegyház jellegét, és törvénybe iktatta a felekezeti egyenjogúságot. Ez azonban csak a "bevett vallások"ra vonatkozott, és az eddigi egy államegyház helyett a "bevett vallások" (katolikus, református, evangélikus, görögkeleti, unitárius, és 1895-től az izraelita), együttesen élvezték az állam kiváltságait, támogatását.

### 20. század

#### A század első fele
Míg az egyház és az állam szétválasztása (szekularizmus) sok államban már már a 19. század folyamán megvalósult, Magyarországon erre csak a Tanácsköztársaság idején (1919. június) került sor. A Tanácsköztársaság megdöntése után a kormány fontos feladatának tartotta az állam és az egyház régi kapcsolatának felújítását. Az állam és a nagy egyházak között szorossá fonódtak a szálak és magyarországi nagy egyházak a Horthy-rendszerrel szorosan együttműködtek. A katolikus egyház e korszakban sokkal inkább jelen volt a törvényhozásban és a közigazgatásban, mint a dualizmus éveiben.

#### A második világháború után
A második világháború után a kommunista kormányok célja ismét az állam és az egyházak szétválasztása volt, de tovább lépve egyházellenes intézkedéseket hoztak, vallási szervezeteket és egyesületeket számoltak fel, az egyházi iskolákat államosították, eltörölték a papoknak és a papnövendékeknek addig adott hadkötelezettségi kedvezményeket, majd akadályozták az egyházak lelkészképzését is. Számos egyházi vezetőt menesztettek posztjáról, helyüket pedig az államhatalomhoz hű személyekkel töltötték be.
A Magyar Népköztársaság a társadalom felé az állam és az egyház szétválasztását hangoztatta, a gyakorlatban azonban az egyházak alapos ellenőrzését, befolyásolását és gúzsba kötését valósította meg.

## A legnagyobb keresztény egyházak Magyarországon
2022-es népszámlálási adatok alapján a legnagyobb egyházak az országban (zárójelben a hívek számával): 
| Csökkent a hívők száma (2001-2022):   | Csökkenés |
| Növekedett a hívők száma (2001-2022): | Növekedés |

| Vallás          | 1930  | 1949  | 1992  | 1998  | 2001   | 2011   | 2022  | változás 2001 és 2022 között |
| --------------- | ----- | ----- | ----- | ----- | ------ | ------ | ----- | ---------------------------- |
| Római katolikus | 67,1% | 70,5% | 67,8% | 57,8% | 51,87% | 37,15% | 27,5% | Csökkenés                    |
| Református      | 20,9% | 21,9% | 20,9% | 17,7% | 15,91% | 11,61% | 9,8%  | Csökkenés                    |
| Evangélikus     | 6,1%  | 5,2%  | 4,2%  | 3,9%  | 2,99%  | 2,16%  | 1,8%  | Csökkenés                    |
| Görögkatolikus  |       |       |       |       | 2,64%  | 1,80%  | 1,7%  | Csökkenés                    |
| Hit Gyülekezete |       |       |       |       | 0,04%  | 0,18%  | 0,24% | Növekedés                    |
| Jehova tanúi    |       |       |       |       | 0,21%  | 0,32%  | 0,23% | Növekedés                    |
| Baptista        |       |       |       |       | 0,17%  | 0,18%  | 0,18% | Növekedés                    |
| Ortodox         |       |       |       |       | 0,15%  | 0,14%  | 0,16% | Növekedés                    |

### Legnagyobb egyházak
- Magyar Katolikus Egyház (2,9 millió fő )[29]
- Magyarországi Református Egyház (0,94 millió fő )[29]

### Egyéb nagy egyházak
- Magyarországi Evangélikus Egyház (176 ezer fő) )[29]
- Magyar görögkatolikus egyház (165 ezer fő )[29]

### Más jelentősebb felekezetek
- Hit Gyülekezete (22 647 )[30]
- Magyarországi Jehova Tanúi Egyház (22 249 )[30]
- Magyarországi Baptista Egyház (17 662 )[30]

### Ortodox egyházak
Az ortodox egyházakhoz a 2022-es népszámláláskor 15 578 fő jelölte magát. 

## Felekezetek Magyarországon

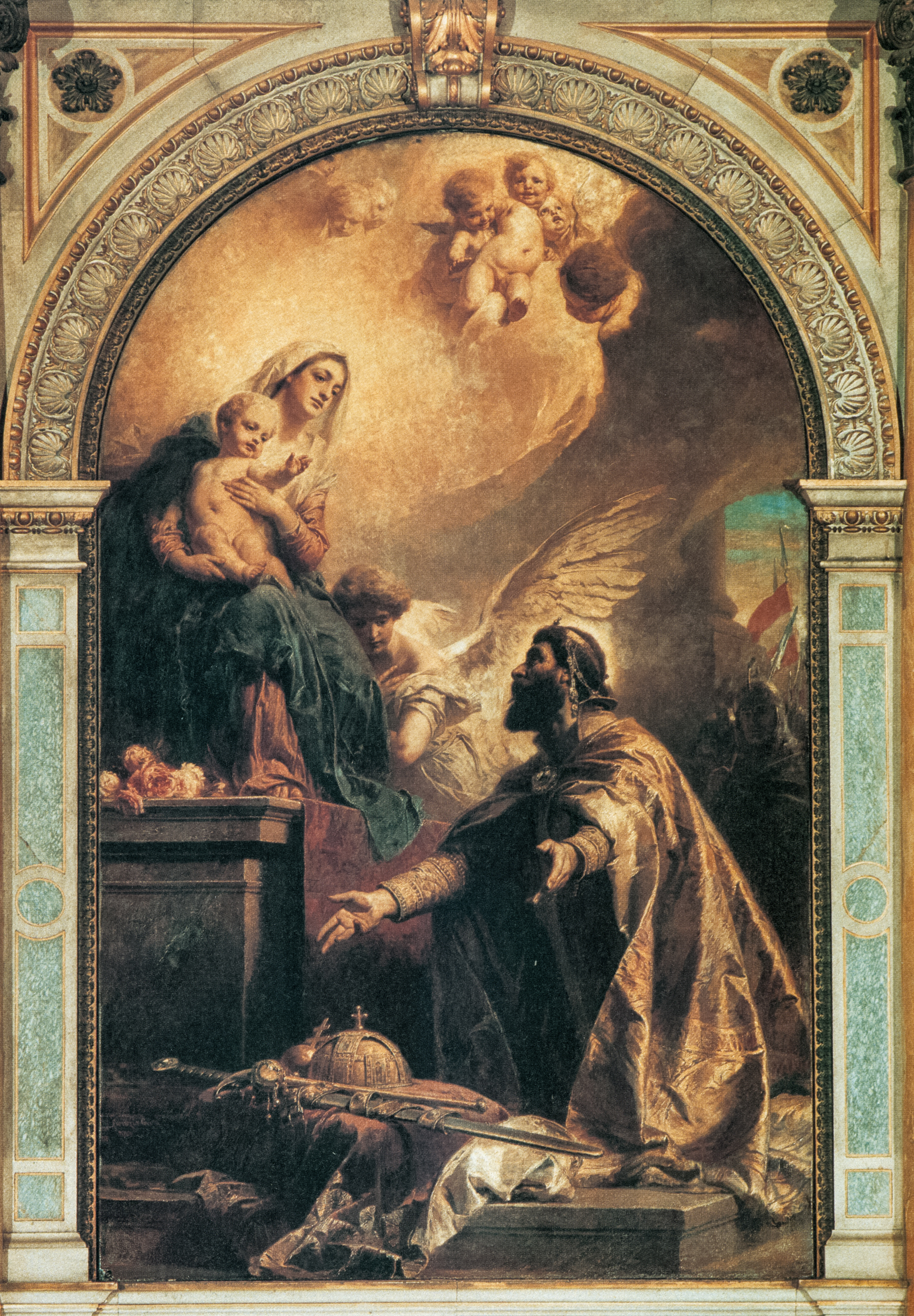
Benczúr Gyula: Szent István Szűz Mária oltalmába ajánlja Magyarországot (Szent István-bazilika oltárképe)

Nem teljes lista a Magyarországon jelenlévő keresztény felekezetekről:

### Római katolikus egyház
Magyarországon a katolikus egyház a legelterjedtebb, de híveinek száma és aránya gyorsan csökken.
Az egyház szerint az üdvösség forrása a Szentírás és a Szenthagyomány. Templomba igen kevesen járnak. Egy alapítvány felmérései alapján a híveknek csak 7-9 %-a vesz részt heti rendszerességgel szertartáson, további 10 % havonta.
Szertartásai (rítusai):
- latin: Magyar katolikus egyház (köznapi kifejezéssel római katolikusok)
- bizánci: magyar görögkatolikus egyház (görögkatolikusok)
- örmény: örmény katolikusok (igen kevés)
- alexandriai: kopt katolikusok (elenyészően kevés Magyarországon)

### Református egyház
Magyarországon a második legelterjedtebb vallás. Általában vallják az eleve elrendelést (predesztinációt). Az üdvösség forrása Jézus Krisztus. Lásd: Magyarországi Református Egyház.

### Evangélikus egyház
A magyarországi evangélikusok a Magyarországi Evangélikus Egyház tagjai, melyet 264 gyülekezet, tizenhét egyházmegye és három egyházkerület alkot. A történelmi Magyarország másik evangélikus egyháza az erdélyi országos szász egyház volt. A Magyarországi Evangélikus Egyház keretein belül is jelentős számban éltek német és szlovák nemzetiségű evangélikusok, ma már a hazai evangélikus egyház tagjai között a magyarok vannak többségben. Magyar evangélikusok jelentősebb számban élnek külön magyar egyházban Romániában és Szerbiában, a helyi egyház tagjaiként Szlovákiában és az Amerikai Egyesült Államokban. A magyar evangélikusok világszervezete a Magyar Evangélikus Konferencia.

### Ökumenikuskeresztény mozgalmak
- Taizéi közösség

### Ortodox egyházak
Az ortodox kereszténység sok önálló egyházat tömörít magába. Magyarországon a következők vannak jelen:
- Szerb Ortodox Egyház
- Konstantinápolyi Egyetemes Patriarchátus – Magyarországi Ortodox Exarchátus
- Magyarországi Bolgár Ortodox Egyház
- Magyarországi Román Ortodox Egyházmegye
- Orosz Ortodox Egyház Magyar Egyházmegyéje

### Baptista egyház
- Magyarországi Baptista Egyház

### Pünkösdi-karizmatikusegyházak
- Hit Gyülekezete
- Magyar Pünkösdi Egyház
- Magyarországi karizmatikus közösségek

### Evangéliumi keresztényegyházak
- Golgota Keresztény Gyülekezet

### Adventista egyházak
- Hetednapi Adventista Egyház
- Keresztény Advent Közösség
- Hetednapi Adventista Reformmozgalom

### Metodista egyház
- Magyarországi Metodista Egyház
- Magyarországi Evangéliumi Testvérközösség

### Üdvhadsereg
- Üdvhadsereg Szabadegyház Magyarország

### Krisztusban Hívő Nazarénusok Gyülekezete
A legtöbb nazarénus Békés, Csongrád-Csanád, Bács-Kiskun, Baranya vármegyében és Budapesten él.

### Szentháromságtagadóegyházak
- Unitárius egyház
- Jehova tanúi
- Az Utolsó Napi Szentek Jézus Krisztus Egyháza